# 拉格納·克拉萬
拉格纳·克拉万（1985年10月30日—）是愛沙尼亞的一位足球運動員，在場上的位置是中堅，也可以擔任左後衛。他也代表愛沙尼亞國家足球隊參加比賽。在2003年，他首次代表愛沙尼亞於國際賽上陣，已代表愛沙尼亞參加超過100場國際賽事，並在2012年起，擔任愛沙尼亞國家足球隊隊長。在2015年，他成為第9位代表愛沙尼亞上陣超過100場的球員，現時是為愛沙尼亞上陣次數第5的球員。在2012、2014、2015、2016、2017年，5次奪得愛沙尼亞足球先生。

## 球會生涯

### 利物浦
2016年5月20日，卡拉雲與利物浦簽約3年，轉會費為420萬英鎊，成為身價最高的愛沙尼亞球員。
卡拉雲在2016年8月14日，首次在英超上陣，並協助利物浦以4比3作客擊敗阿仙奴。他在2016年9月20日，聯賽盃第3圈作客打比郡，攻入效力利物浦的首個入球，助利物浦以3比0勝出。
在2018年1月1日，利物浦作客般尼，卡拉雲在補時4分鐘入球，助利物浦2比1擊敗般尼，並成為首個於英超入球的愛沙尼亞球員。